# Scars (sang)
 For alternative betydninger, se Scars. (Se også artikler, som begynder med Scars)

Scars er både en sang, en musikvideo og en single fra bandet Papa Roach.
Scars er den første sang Papa Roach nogensinde har spillet live, med akustiske guitare.
Scars minder ikke om nogen anden sang Papa Roach har lavet. På trods af det er den per 1. maj 2006 den mest spillede sang, efter at have overgået Last Resort fra Infest-albummet.

## Musikvideoen
Musikvideoen gengiver en fest, hvor Jacoby Shaddix spiller en mand, der forsøger at afhjælpe hans kæreste med sit alkoholmisbrug. Efter hun opdager, at han har hældt alt hendes alkohol ud i vasken, beslutter hun sig for at gå. På vej ud, får hun ved et uheld skubbet en lysestage på gulvet, og der antændes ild til huset.
Bandet spiller i husets aske, og ovenstående begivenhed er hvad der tænkes tilbage på. Kæresten dukker i slutningen af sangen, men får "den kolde skulder."
Denne video var dog ikke den oprindelige. Først havde Papa Roach lavet et andet forslag i samarbejde med nogle teknikere, og selvom de syntes resultatet var godt, følte de ikke "sangens sjæl," kom til ordentligt til udtryk.